# 金田まひる
金田 まひる（かねだ まひる、5月10日 - ）は日本の女性声優。主にアダルトゲームに声をあてている。血液型はB型。

## 概要

### 人物
- 小学生の頃は小説家を目指しており、実家には書いていた小説が残っているという[3]。中学生の時から声優志望となった[3]。
- 愛称は「きんた」、「きんたまひる」（「アケミとマリカのがっちゅみりみり放送局」（第9回放送）のゲスト出演の際、児玉さとみに「きんたまひる」と紹介された[4]）、「まひるっち」、「まひる朕（ちん）」であるが、本人は「金田まひる・倉田まりやのGalge.comラジオ」[5]や「テリらじ」[6]で「まひる朕と呼んで欲しい」と発言している。
- 口癖は「〜って言うな!」、「〜したらいいよ」など。かつては、ラジオ内などで「きんた」などと呼ばれた際は「きんたって言うな!」と返すのが定番であった。
- 「倉田まりや・金田まひるのGalgeラジオ反省会」（第28回1月16日更新分）によるとバストサイズは通常Fカップ。
- 年齢については、「テリらじ」（第28回2008年5月5日配信分）の番組内において本人の誕生日を祝うケーキが用意されたが、ローソクが3本しか無かったため「3歳の抱負」を語った[7]。
- 趣味は写真。デジタル一眼レフカメラを使用している[3]。

### エピソード
- 声優の草柳順子とは仲が良く、お互いが新人時代からの付き合い[8]。
- 声優の茶谷やすらとも仲がよく『金田まひる・倉田まりやのGalge.comラジオ』では、茶谷をゲストに迎えた。
- 鉄道が好きで新幹線車両を撮影したり、全国のJRが企画しているスタンプラリーキャンペーンに積極的に参加している。2007年にJR東日本が企画した子供向け夏休みイベント「ポケモン スタンプラリー」を一人で制覇した。
- 歌うことが苦手で、『テリらじ』の第20回放送分でTerios作品の出演作『ANGELIUM -ときめきLOVE GOD-』を紹介した際に、同作品のキャラクターソング：天宮 ユウ版（唄：金田まひる）の曲が3曲流され、本人が動揺する場面が放送された。その中の1曲で『ANGELIUM』のオープニングテーマソング「裸の天使」の収録には午前11時から翌日午前2時まで掛かったと語っている。
- 「お出かけ用外部装甲」を着用してライブイベント参加したのは業界初。仕事の性質上、一般人に顔が出せない立場であったが『金田まひる・倉田まりやのGalge.comラジオ』のディレクターの発案により、着ぐるみを着用してイベント参加を実現させた。着用したピンク色のウサギの着ぐるみを指して「お出かけ用外部装甲」と称している。参加したイベントは、声優まきいづみ主催「お嬢さまたちのきまぐれパーティ(2009年10月5日)」とAG-promotion主催「メイメイ×まりやのわからないにもほどがあるッ!!公開録音inコアいけぶくろ(2010年8月7日)」。

## 出演
太字は主役・メインキャラクター。

### OVA
- ANGELIUM（天宮 ユウ／ヘスペリス）
- 一緒にHしよっ〜高井春香編〜（高井 春香）
- 水夏〜SUIKA〜（稲葉 ちとせ）
- 奴隷介護（御厨 みくる）
- Mi・da・ra（るり）
- 隷嬢キャスター〜淫虐の罠〜（雪村 香織）
- 新体操（真）（天鹿）
- boin（飯井原 なお）
- リゾートBOIN（飯井原 なお）
- 少女戦機 ブレインジャッカー「復讐の美少女・円城命」（2010年、円城 命）

### PCゲーム

#### 2000年
- Natural2 -DUO-（タマちゃん）※デビュー作
- Mi・da・ra（浅井 瑠璃）
- Bluelight Magic（リム）
- Natural Zero+ -はじまりと終わりの場所で-（小端 愛）

#### 2001年
- リップスティックアドベンチャー4（牧野 薫）
- univ 〜恋はじまるよっ〜（三好 育）
- Beside 〜幸せはかたわらに〜（鹿賀 祐季）
- 奴隷介護（御厨 みくる）
- 時の森の物語 〜TEAR〜（エオーテ）
- Sacrifice 〜制服狩り〜（篠崎 七香）
- 櫻姫（都祁）
- Choir 〜クァイア〜（摩矢）
- アルキメデスのわすれもの
- いつかの空（片桐 笑梨）
- カスタムSEXDOLL（役名なし）
- 闇鍋Aries 〜明日への挑戦状〜（綾/カトマイ）
- ボクのヒミツたいけん（中島 成美）

#### 2002年
- ムー一座第4回公演 下天の光はすべて犯人（仙道 マチコ）
- Princess Knights（ジェリー）
- 電脳妖精 〜サイバー・フェアリー〜（浦島 えみる）
- 月雀（えみる、ファティマ）
- 蝉時雨（美夜）
- 渋谷Days@（シオン（工藤 詩緒理））
- お姫様は特訓中!〜性なる魔法修行〜（マユラ）
- Immoral Emotion（相原 夕香）
- あそび塾（芳野 さくら）
- 女教師 牝奴隷（女の子）
- 羞中恥療室（水野 珊瑚）
- はちみつ荘deほっぺにチュウ（瀬田 ゆうこ）
- SinsAbell 〜緋昏し空の遠く〜（当麻 エリ）
- ほしまつりのうた（野村 まお）
- ぼくらがここにいるふしぎ。（藤臣 珠子、新井先生、珠子の母）
- 天井裏から愛をこめて（日向 結意）
- 行殺新選組ふれっしゅ（永倉 新）
- H 〜いつかたどりつけた場所〜（塚本 梓、ピーヨ）
- 股人タクシー3（木下 あかね）
- Sultan 〜The Lovesong is Forever〜（セラクルカ）
- 僕のあたらしい先生（七瀬 美保）
- 奪われた夕暮れ 〜はみだし部活動陵辱系〜（水無月 瀬瑠）
- うたかな（伊藤 由梨）
- エ口研究室（日野 明日美）
- しすたぁエンジェル（深月）
- 腐り姫（簸川 潤）

#### 2003年
- 凌辱秘書室2〜御童志狼篇〜（伊藤 美紗）
- 凌辱女教師〜麗人転落篇〜（神楽 若葉）
- 母性〜ママクラブ〜（ママ）
- Piaキャロットへようこそ!!3（後藤 美加）
- 季節の旅人（織原 恵子）
- テリ☆みっくす（天宮 ユウ、篠沢 花梨）
- テリぷら（篠沢 花梨）
- ちゅ〜んなっぷ!!（アンドロイド・ユウ）
- ちゃっく!ついてる!!（春日部 美久）
- 性徴日記〜お兄ちゃんと呼ばせたい!〜（紗沙）
- しっかん 〜辱められた躰、折れた心〜（時内 くりん）
- カゴノトリ THE CAGED BIRD（西園寺 芽衣）
- ANGELIUM -ときめきLOVE GOD-（天宮 ユウ/ヘスペリス）
- Dear My Friend（黒崎 小麦、瀬川、ポチ）
- アカルイミライ Wet And Messy 2nd time（御津 撫子[9]、雫）
- 淫獄の館（三島 弓子）
- ライアー大戦じゃんまげどん（簸川 潤、ハンバーガー・パティ）
- よい娘の悩み相談室（倉月 美和）
- Clover Heart's（駒宮 ちまり）
- 学らぶ〜わがままなポニーテイル〜（新田 友香）
- 月は東に日は西に 〜Operation Sanctuary〜（渋垣 茉理）
- 鏡の中のオルゴール〜みっつめの物語〜（グレーテル）
- セイクリッド・プルーム（ユーミ）
- 痴漢者トーマス（氷月 麗美）
- Maple Colors（林 木葉）
- 水夏（稲葉 ちとせ）
- さよならまゆみちゃん〜藤ノ森病院物語〜（まゆみ）
- 6月の天使（夏川 早希）
- たまきゅう（榑林 凛、ピロウ）
- 売約済〜隷嬢姉妹〜（泉田 蘭）
- 人妻コスプレ喫茶（館野 のえる）
- 静寂は闇の調べ（有村 眞穂）
- きみにおくる翼（城前寺 琥々）
- MIND REAPER（小日向 涼乃）
- STAGE（波多野 幸恵）
- 白い蛇の夜（神代 恋）
- 星刻のかなた（鳴海 若菜）
- BM0〜残酷な夜に彼女の叫びは誰にも聞こえない。〜（真理亜）
- おめがねティーチャー（坂崎 亜美）
- ドキドキしすたぁパラダイス（藤之宮 ひな）
- CANNONBALL〜ねこねこマシン猛レース!〜（ハンバーガー・パティ、もと、ミリ）
- 虹の彼方に（いちご、美鳥 千明）

#### 2004年
- やきもちツインベル（宮瀬 豊）
- 魔薬の錬禁術師〜ミサ（神津霊 ミサ）
- まじぷりふぁんでぃすく（立石 恵梨華）
- 魔王の娘たち（ジェム）
- 麻雀くれいどるそんぐ雀荘oasisへようこそ!（ミル・リゼット、パンニャ）
- boin（飯井原 なお）
- ほしまつりのうた（野村 まお）
- Peace@Pieces（山田 まりりん）
- ぱらパラR（八房 苺（さわサワ））
- バーチャコールクロニクル（安達 エミ、ヒトミ）
- ハーレムDAYS（楠木 遥香）
- 杜氏の郷（高岡 美雪）
- 通勤快楽2〜電車でGO!GO!〜（大塚 涼、東 京子）
- 超光戦隊ジャスティスブレイド（美袋 愛花、他）
- 新体操(真)（天鹿）
- 股間ハンター4〜OL卍固め〜（宮下 まりの）
- オーガストファンBOX（渋垣 茉理）
- ぬいぐるまー（にるも）
- レクイエム（春野 ひなぎく）
- THE 鉄腕がっちゅ!（キンタ）
- シールプリンセス〜お姫様は封印中〜（プリシラ）
- 加奈…おかえり!!（霧原 香奈）
- メイド嗜好〜恥辱の館〜（華原 七海）
- SixtyNine2（役名非公開）
- ひなたぼっこ（柊 七瀬）
- まじれす!!〜おまたせリトルウィング〜（沢田 ねね）
- 虐襲（ラグ・ラウル）
- カラフルBOX（橘 棗）
- らくえん〜あいかわらずなぼく。の場合〜 （亜季）
- 3days 〜満ちてゆく刻の彼方で〜（吾妻 瑠花）
- innocence pain〜満ちる闇 欠ける月〜（柊 くらら）
- 巫女さん細腕繁盛記（榊 美咲、加賀見 洋子）
- まるコン（真道 さくら）
- ろーでび〜小悪魔的偏愛論〜（御厨 くるみ）
- 沙紀のらぶらぶはねむ〜ん（吉岡 奈美）
- まじぷり -Wonder Cradle-（立石 恵梨華）
- 愛のメイドホテル物語〜愛しのスク水・メイド〜（水城 蓬、バスガイド）
- 凌辱請負人壺師〜仕組まれた惨劇〜（鈴原 椛）
- 海道（吉岡 奈美）
- スク×スク（栗林 つかさ、園田 えみ）
- 吉祥寺エスカレーションヤード（大澤 真奈美）
- 最終痴漢電車 DVD EDITION（鳳 優香）
- くれいどるそんぐ 〜昨日に奏でる明日の唄〜（ミル・リゼット、パンニャ）
- まほこい〜エッチな魔法で恋×濃しちゃう〜（沙倉 日菜乃）
- Reverse Desire 〜裏返る欲望〜（名月 真直）
- Pink Style（ジュディ・エリスン）
- 義妹・仁美（前島 仁美）
- 裏入学 〜淫液に濡れた教科書〜（七瀬 瑠璃）

#### 2005年
- わんもあ@ぴぃしぃず（山田 まりりん）
- LUST 〜催淫常態〜（都築 早苗）
- 夜刀姫斬鬼行（柿崎 葉子）
- まんきつ!〜コミックカフェへようこそ〜（天海 くみ）
- ぱすてるチャイムContinue（コレット・ブラウゼ）
- はーみっとこんぷれっくす（狐狸女）※同人ソフト（サークルCasino）
- GALZOOアイランド 担当役非公表
- ナイショのよりみち（氷川 まりん）
- FESTA!! -HYPER GIRLS POP-（千神 双葉）
- Nursery Rhyme -ナーサリィ☆ライム-（巴 真紀奈）
- でふこん☆わん（風鈴寺 空）
- 姫武者（蘇我乃 水鶏）
- チュートリアルサマー（瀬戸 小夏）
- ぼーん・ふりーくす!（フェニル）
- なつ☆なつ（良月 こりす）
- すくぅ〜る・らぶっ! 〜そよ風のハーモニー〜（草薙 麻穂）
- つるぺた★はにゃぁん（高天原りりか、ありす(A-LI-2)）
- 痴漢者トーマスII（氷室 御琴）
- つよきす（蟹沢 きぬ）
- 栄養補給メイドサプリたん（カルシウムたん）
- すくみず2 〜泳・げ・な・い〜（安河内 香恵）
- 美少女妖怪調伏伝 ぬばたま
- いただきじゃんがりあんR（河合 ななえ）
- 喪服妻「許してアナタ…私、弱い未亡人です」（紺野 亜里沙）
- 秘密生活 〜ひとつ屋根の下〜（相沢 聖美）
- 確かにキミはココにいた（波多野 菫）
- _summer（海老塚 信乃）
- ぷちぷち・ご奉仕 (深田 さつき）
- 色紙〜シキガミ〜 (シャク）
- 特命戦隊ユズレンジャー（赤羽 紅葉）
- おまたせ!雀パラや♪（牧村 ひなの）
- 盗んでMy Heart（紀伊国屋 こねこ）
- らぶデス 〜Realtime Lovers〜（芹川 千里）
- 兄妹 〜ふたり〜（遠野 遙）
- 学園怪傑くるり!（春海 まひよ）
- ガジェット（早坂 風美香）
- 魔法少女Twin☆kle（リティシア）
- 夢見坂R（朝倉 真弓）
- 若奥さま美咲〜抱かれて悶えて流されて〜（麻川 幸）
- 機動少女プリティ・ギア（星崎 ひかり）
- マジカルウィッチアカデミー 〜ボクと先生のマジカルレッスン〜（ミルフィ・ファスファー、マロン）
- ニイハオ!（鈴花）
- へんしん☆ア・ラ・メイド（新宮寺 美乃里）
- 終末の過ごし方 -The world is drawing to an W/end- DVD-PG版（稲穂 歌奈）
- 乗務淫 〜空の性奴隷〜（藍沢 純子） [10]

#### 2006年
- ダンジョンクルセイダーズ（ピッピ）
- 未来ドーター ムスえもん（鍋島 悠花）
- ボクのヒミツたいけん（中島 成美）
- サルバとーれ!（美野原 克美、鶴田 麻衣）
- 神無ノ鳥（男の子）
- 母娘どんぶり3〜オレがアイツでアイツがオレで〜（梶井 まゆみ、冬月 日美子）
- お帰りなさいませ☆ご主人様♪（藤宮 真希）
- 少女戦機 ソウルイーター（円城 命）
- なつぽち（霧絵）
- ハーレム☆パーティー（ニア＝シュリヒテ）
- とり×とり 〜えっちしてくんないとイタズラしちゃうゾ?〜（稲尾 和美）
- 禁断 〜君は僕だけのMaiden〜（伏見 花乃）
- 愛姉妹 〜どっちにするの!!〜（りんぐ）
- moire -far place, Deserted sky, Dream’s whereabout...-（桜井 美奈）
- 妹巫女・萌（鷹本 椿）
- こんな娘がいたら僕はもう…!!（神無月 真帆）
- おたく☆まっしぐら（高透 涼香）
- 淫皇覇伝アマツ 〜白濁の呪印〜（リッド）
- 初恋撫子（倭 萌黄）
- 蒼天のセレナリア（シェラ・マキス、"レイディ"エイダ）
- Blue Destiny（ニース）
- 人妻搾乳飯店（和泉 ちとせ）
- こいいろ Chu!Lips（花恋）
- 叔母の寝室（葉川 玲那）
- エーテルの砂時計-ANGEL TIME-（貝念 ひなげし）
- がくと!（胡桃沢 つくし）
- すぺーす☆とらぶる（大泉 映）
- らぐな☆サイエンス（鈴木 ひな子）
- あると（鳳 みずは）
- Piaキャロットへようこそ!!G.O. 〜グランドオープン〜（白鍬 澄光、スピカ13世）
- みこ×もの（叢雨 志乃）
- ふたりでひとつの恋心（都川 りこ）
- EXTRAVAGANZA 〜蟲愛でる少女〜（九条 アゲハ）
- 姫巫女（綾文 すずり）
- ふぁみ☆すぴ!! 〜FamiliarSpirits!!〜（ねこんぬ）
- みにきす 〜つよきすファンディスク〜（蟹沢 きぬ）

#### 2007年
- わんわん、もーもー、うさうさ、こーん!（此花 咲姫）
- ああっお嬢様っ（九条 沙紀）
- 姫さまっ、お手やわらかに!（パフィン・プラクリティ・ラーマティアン7世）
- テレビの消えた日（奥山 奈穂）
- 聖なるかな -The Spirit of Eternity Sword 2-（ヤツィータ）
- リリカル♪りりっく（萩原 ともえ）
- つくしてあげるのに!（八塚 小春）
- みんな大好き子づくりばんちょう（御崎 伊万里）
- でるた 〜おねだり天使とひとつ屋根の下〜（小栗 絵梨乃）
- ひとゆめ（高寺 茉莉）
- 虐襲弐〜巫女ノ祭壇〜（冴乃木 静波）
- 白銀のソレイユ-Successor of Wyrd《運命の継承者》-（ペイオース・ヴァルキリー）
- なまたま（人形 はるな）
- お姫様☆エッチ-Hの手ほどき!押しかけ双子におまかせ（セラ・ラパーニャ）
- リゾートBOIN（飯井原 なお）
- 姫騎士アンジェリカ 〜あなたって、本当に最低の屑だわ!〜（セシリア）
- Aster（松本 唯）
- 桃華月憚（御堂 香陽）（ユーリカ）
- こいびとどうしですることぜんぶ（世良 つかさ）
- 牝贄女教師〜私は彼の前で跪く〜（服部 雛子）
- 淫烙の巫女（滝沢 陽菜）
- 背徳の学園2 -闇を継ぐ者-（橘 杏奈）
- クライミライ4（御津 撫子）
- らぶKiss!アンカー（習志野 茅紗）

#### 2008年
- 学園☆新選組! 〜乙女ゴコロと局中法度〜（原田 紗乃、岡田 伊織）
- 少女魔法学リトルウィッチロマネスク editio perfecta（コンスタンティーヌ）
- つよきす2学期（蟹沢 きぬ）
- 暁の護衛（黒堂 鏡花）
- ノストラダムスに聞いてみろ♪（白山 菊理）
- G線上の魔王（相沢 栄一）
- こんぼく麻雀 〜こんな麻雀があったら僕はロン!〜（神無月 真帆）
- 春色こみゅにけ〜しょん（鈍川 槇乃）
- はっぴぃプリンセス 〜Another Fairytale〜（ニキータ・マルテミヤノフ）
- メトラセ 〜ドキらぶ☆新婚委員会〜（白椋 結美和）
- コムスメ【孤高娘】（奈々井）
- 音速飛翔ソニックメルセデス 〜双子ヒロイン調教指令!〜（さら）
- 姫巫女・繊月（綾文 すずり）
- とっぱら〜ざしきわらしのはなし〜（千鶴美）
- 時間封鎖（真藤 華）
- カラフル!!〜colorfull!!〜（高橋 莉奈）
- 漆黒のシャルノス -What a beautiful tomorrow-（アーシェリカ・ダレス、ケインズ）
- らぶデス3 〜Realtime Lovers〜（フォルネ）
- キスより甘くて深いもの（賀茂 由喜）
- むすめーかー（いちご)
- ダンジョンクルセイダーズ2 〜永劫の楽土〜（グリシーヌ・ルフトハウゼル）
- 真・恋姫†無双 〜乙女繚乱☆三国志演義〜（シャム）
- 裏・催眠術2（保坂 ゆきこ）
- 超外道勇者（カー・ラ・ヴィ）
- 暁の護衛〜プリンシパルたちの休日〜（黒堂 鏡花）
- 魔剣少女エンヴィー 〜Blade of Latens・炎の継承者〜（エンヴィー）
- ニセ教師（亜莉亜・B・シュライト）
- 新妻は魔法少女（日々野 舞）

#### 2009年
- 果てしなく青い、この空の下で…。［完全版］（松倉 藍）
- ココロ保健室〜キミとナイショのカウンセリング〜（此花 咲耶）
- 聖剣のフェアリース（雪緒）
- ヘリオトロープ -それは死に至る神の愛-（クマモト）
- 真剣で私に恋しなさい!!（板垣 天使）
- りんかねーしょん☆新撰組っ!（ネフェル））[11]
- 77 〜And, two stars meet again〜（ポコ）
- 誰かのために出来ること〜Innocent Identity〜（御波 あや）
- &LOVE（響 瑠々）
- 姫×姫（篁 保奈美）
- そらいろ（篠原 花子）
- とらぶる@ヴァンパイア! 〜あの娘は俺のご主人さま〜（麻生 菊花）
- 蒼海のヴァルキュリア 〜孤高の皇女ルツィア〜（ミニアム・ジュテルエーダ）
- 装甲悪鬼村正（足利茶々丸）
  - 装甲悪鬼村正 邪念編（2010年、足利茶々丸）
- それでもオレはやってやる!vol.2（白井麻由）
- らぶデス4 〜ν-Realtime Lovers〜（永原翔子）
- 絶対★魔王 〜ボクの胸キュン学園サーガ〜（チマ・ララサバル）
- AGEHA〜EXTRAVAGANZA〜（九条アゲハ）
- 白光のヴァルーシア
- 姉ったい注意報!?（猪口 ともえ）
- SchoolCaptain 〜会長候補はご立腹〜（五十嵐 凜）※同人ゲーム

#### 2010年
- 暁の護衛〜罪深き終末論〜（黒堂 鏡花）
- Sugar+Spice2（柊 銀河）
- 信天翁航海録（クロ）
- JINKI EXTEND Re:VISION（エルニィ 立花）[12]
- さくらビットマップ（宮司）
- 絶対★妹原理主義!!（建部 茜音）
- 三極姫〜乱世、天下三分の計〜（袁紹本初、姜維伯約）
- 神楽幻想譚〜妖かしの姫〜（桜姫）
- 紫影のソナーニル -What a beautiful memories-（ルシャ、ジンジャー・ロジャース）
- ヒメと魔神と恋するたましぃ（菜ノ花 深影）[13]
- はれがく!（真実 向日葵）[14]
- どすこい!女雪相撲 胸がドキドキ初場所体験（蛇苺可憐／佐萌道）[15]

#### 2011年
- オタカノ -こんなに可愛い彼女がオタクなわけがない-（新城明奈）
- シークレットゲーム CODE:Revise（阿刀田 初音）
- 雀極姫（一条信龍）
- ムコ取り十番勝負!（竹刀子）
- 闇色のスノードロップス（小島 茜）[16]
- 恋祭☆綺想カメリアノート（松尾 芭蕉）
- 神採りアルケミーマイスター（シャルティ）
- 君を仰ぎ乙女は姫に（2011年 - 2012年、金森 くみ、金森 るみ、金森 みみ）- 2作品[一覧 1]
- つよきす3学期（蟹沢 きぬ）
- フローライトメモリーズ〜いつかきっと、約束の場所で〜（御坂 柚季）[17]
- シキガミ（鈴彦姫）
- 戦極姫3〜天下を切り裂く光と影〜（里見義尭、円城寺胤、陶隆房、島左近）
- 翠の海（紡）[18]
- せきさば!（御園 あかり）[19]
- ましろサマー（園部 夏穂）[20]
- ハチポチ（庄司 園美、アーシェリカ・ダレス、クロ）
- 花魁艶紅 -オイラン ルージュ-（珠琴）[21]
- 漆黒のシャルノス -What a beautiful tomorrow- Fullvoice ReBORN Edition （アーシェリカ・ダレス、ケインズ）[22]

#### 2012年
- 真剣で私に恋しなさい!S（板垣 天使）[23]
- 水の都の洋菓子店（神田 麻里）[24]
- それゆけ!ぶるにゃんマン HARDCORE!!!（ぶるにゃんマン）[25]
- 屋上の百合霊さん（狛野 比奈[26]、一木 羽美[27]）
- 英雄*戦姫（モンテズマ）[28]
- 創刻のアテリアル（風波 まどか）[29]
- 平グモちゃん（平グモちゃん）[30]
- 三極姫2〜天地大乱・乱世に煌く新たな覇龍〜（袁術公路[31]、袁紹本初[32]、姜維伯約[33]）
- つぼい君のスイッチ!（村瀬 あき）[34]
- 戦極姫4〜争覇百計、花守る誓い〜（里見義堯[35]）

#### 2013年
- 真剣で私に恋しなさい!A-2（板垣 天使）[36]
- ナマイキデレーション（メイア・クロイゼルング・白凰）[37]
- 三極姫3 〜天下新生〜（姜維[38]、袁紹[39]、袁術[40]）
- つよきすNEXT（蟹沢きぬ）

#### 2016年
- ワールド・エレクション（ソロス）[41]
- 天極姫2 ～覇権争奪、幻妖の将星～（孫権 仲謀）
- 真剣で私に恋しなさい! A-5（板垣 天使）
- WIZARD LINKS（シルシィ）
- 真剣で私に恋しなさい! A（板垣 天使）

#### 2017年
- 真・恋姫†夢想 -革命- 蒼天の覇王（シャム）
- みなとカーニバルFD（板垣 天使）
- 三極姫5 ～飛将光臨・戦煌の闘神～（典韋、孫権 仲謀、華佗）

#### 2018年
- ももいろクローゼット（坂祝 皋）
- 真・恋姫†夢想 -革命- 孫呉の血脈（シャム）
- キュートリゾート ～しようよ エッチなアクティビティ～（赤井 いちご）

#### 2023年
- 真・恋姫†英雄譚5 ～乙女耀乱☆三国志演義［魏］～（シャム）

### コンシューマーゲーム
- FESTA!! -HYPER GIRLS PARTY-（2006年、千神 双葉）
- 君を仰ぎ乙女は姫に（2016年、金森 くみ、金森 るみ、金森 みみ）- PS Vita版

### ラジオ
- ねがらぢ…（2006年4月 - 9月、2007年4月1日）
- 金田まひる・倉田まりやのGalge.comラジオ（2007年7月 - 2010年4月26日）
- 倉田まりや・金田まひるのGalgeラジオ反省会（2007年7月 - 2010年4月21日）
- テリらじ[42]（2007年10月 - 2009年3月）
- 頑張って少女騎士になるラジオ 音泉：2008年12月26日 - 2009年4月10日）
- 略してっ!つよきすラジオ♪（音泉：2009年5月19日 - 2012年6月26日）
- もげすて（2011年7月 - 2011年11月25日）
- 悠奈と初音のラジオ・リベリオンズ!!（音泉：2013年2月07日・2013年3月14日、全2回）

### CD
- ANGELIUM〜アンジェリウム〜テリオスキャラクターCDコレクションVol.1天宮ユウ 発売/販売：2003年 Terios
- ANGELIUM Soundtrack&DramaCD 発売：フロンティアワークス
- つよきす 〜Mighty Heart〜 キャラクターソング Vol.3 蟹沢きぬ 販売：Five Records
- つよきす 〜Mighty Heart〜 キャラクターソングアルバム 販売：Five Records
- 萌。ボーカルコレクションVOL.1（ブランド萌。のゲーム収録曲を歌う萌娘。としての発売）

#### ラジオCD
- アケミとマリカのがっちゅみりみり放送局 the BEST vol.1
- 2003年夏がっちゅ!!
- 2003年冬がっちゅ!!
- 2004年夏がっちゅ!!
- 金田まひる・倉田まりやのGalge.comラジオ Vol.1 〜目指せお料理マスター!〜 販売：galge.com
- 金田まひる・倉田まりやのGalge.comラジオ Vol.2 〜目指せ声優マスター!〜
- 金田まひる・倉田まりやのGalge.comラジオ Vol.3 〜目指せユキチマスター!〜
- 金田まひる・倉田まりやのGalge.comラジオ Vol.4 〜目指せ淑女マスター!〜
- 略してっ!つよきすラジオ♪ Vol.1 販売：タブリエ・コミュニケーションズ
- 略してっ!つよきすラジオ♪ Vol.2
- 略してっ!つよきすラジオ♪ Vol.3
- 略してっ!つよきすラジオ♪ Vol.4
- 略してっ!つよきすラジオ♪ Vol.5
- 略してっ!つよきすラジオ♪ポータブル Vol.1
- 略してっ!つよきすラジオ♪ポータブル Vol.2
- 略してっ!つよきすラジオ♪3学期 Vol.1
- 頑張って少女騎士になるラジオ コンプリートエディション 販売：Littlewitch

#### ドラマCD
- _summer〜everblue〜 days:01 (海老塚 信乃) 発売/販売：マリン・エンタテインメント
- _summer〜everblue〜 days:02
- _summer〜everblue〜 days:03
- 月は東に日は西に groovin' white vacation vol. 1 (声：渋垣茉理) 発売/販売：マリン・エンタテインメント
- 月は東に日は西に groovin' white vacation vol. 2
- たまきゅう オリジナルドラマ発売/販売：ランティス (声：榑林 凛)
- Clover Heart's 〜four leaves' summer〜 #1 (声:駒宮ちまり) 発売/販売：マリン・エンタテインメント
- Clover Heart's 〜four leaves' summer〜 #2
- メイプルカラーズ オリジナルドラマアルバム (声：林 木葉) 発売：ランティス
- 水夏〜SUIKA〜第4章-名無しの少女 (声：稲葉ちとせ) 発売：フロンティアワークス
- 巨乳家族 (声：姫野こずえ)(原作：みずきひとし 同人出版)
- つよきすドラマCD (声：蟹沢きぬ) 発売：ソフトガレージ
- つよきすドラマCD Vol.2
- つよきすドラマCD Vol.3
- つよきすドラマCD Vol.4
- つよきす2学期 ドラマCD 竜鳴館のスポーツテスト(声：蟹沢きぬ) 発売：CandySoft
- つよきす2学期 ドラマCD Vol.1 (声：蟹沢きぬ) 発売：CandySoft
- つよきす2学期 ドラマCD Vol.2
- つよきす2学期 ドラマCD Vol.3
- ◯学◯年生ナイン！ (声：舞妃瑠 M・H・R) G-typeドラマCD 発売：コアマガジン
- ◯学◯年生キャッスル！ (声：ショパール) G-typeドラマCD 発売：コアマガジン
- ◯学◯年生ナイショ！ (声：小川真珠) G-typeドラマCD 発売：コアマガジン
- ふたりのジャンヌ (声：セシル) G-typeドラマCD 発売：コアマガジン
- めりけんじゃっぷ (声：アニー・オークレイ) G-typeドラマCD 発売：コアマガジン

### その他
- 忙しい人のための幻想郷シリーズ（因幡てゐ）

### シリーズ一覧
1. ↑  無印（2011年）、「PLUS」（2012年）